# Albardo
Albardo est une paroisse civile (freguesia) de la municipalité de Guarda, au Portugal.

## Histoire
Les premières constructions ont probablement été créées entre le XIIe et le XIIIe siècle, mais par manque de documents officiels, il semble difficile de le confirmer.
Il semble plus probable que le village ait été une annexe de Vila Fernando, un autre village qui se situe à deux kilomètres d'Albardo.
C'était un lieu où se trouvait un grand nombre d'enclos à moutons ; par la suite, les gens se sont installés au plus près, donnant naissance au village et devenant complètement autonomes à partir du XVIIIe siècle.

## Géographie
Petit village, situé à 13 km de la ville de  Guarda.

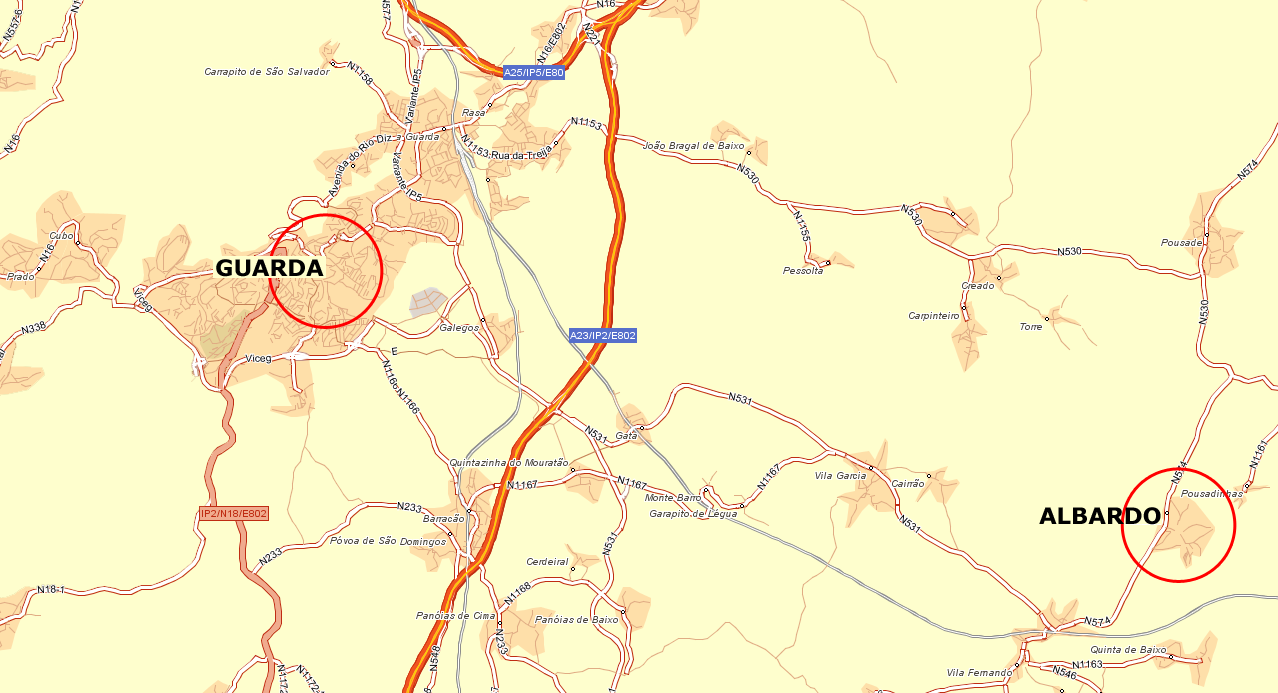
situation d'Albardo sur une carte

La population durant l'année, est de moins de 200 habitants, mais peut presque doubler lors des vacances d'été.
Essentiellement agricole, il y a de petites épiceries, une école primaire et quelques services de proximité. (à compléter)
Sa situation sur une colline à 800 mètres d'altitude, fait que la vue du haut du village englobe toute une partie du paysage, permettant de voir les communes aux alentours ; malheureusement depuis plusieurs années, cette vue est défigurée par les multiples incendies, qui se produisent généralement l'été.
Le village, auparavant entouré de forêts de chênes, de châtaigniers, de pins et même de figuiers, qui "noyaient" le paysage, n'est plus aujourd'hui qu'une vue sur des vallées et des collines rasées et stériles. Mais heureusement des projets de reboisement financés par le gouvernement, la région et l'Union européenne sont en cours, qui redonneront à cette région le vert qui colorie le drapeau Portugais.

## Patrimoine
À l’entrée du village, comme dans tous les villages au Portugal, se trouve un petit calvaire dédié à Nossa Senhora dos Caminhos (Notre Dame des Chemins), sainte protectrice du village et des voyageurs.
En remontant la rue on trouve, sur la gauche un autre calvaire représentant une scène du chemin de croix du Christ, plus loin la place du village ou se trouvent l'église et son campanile, la fontaine principale, un lavoir, le premier cimetière du village et sa très petite et très belle chapelle, un abreuvoir et un magnifique mûrier qui, s'étant couché sur le côté a été étayé avec une large pierre de granit ; les années passant le mûrier a englobé une partie de cette pierre ; il y a aussi une salle des fêtes.

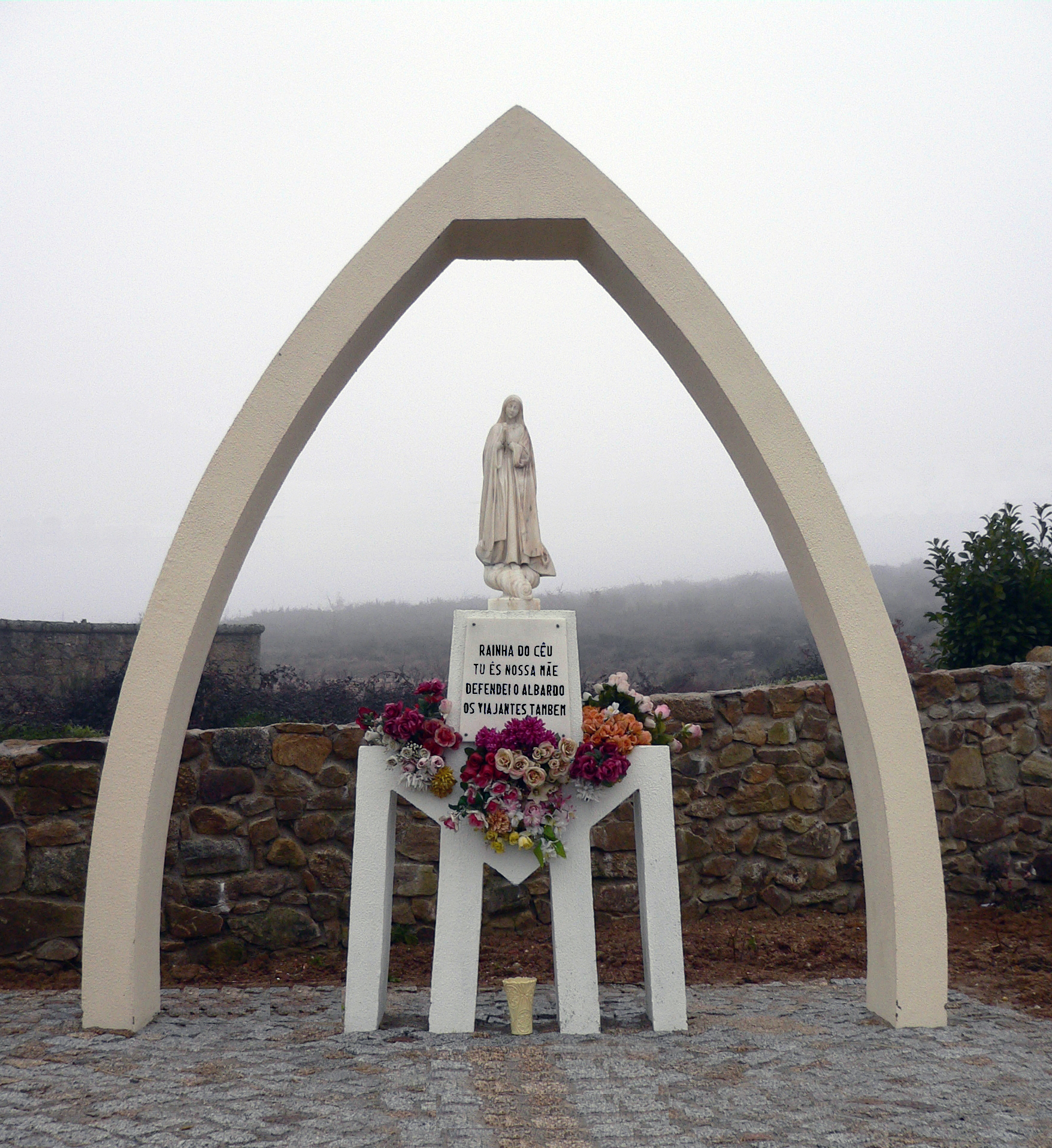
Nossa Senhora dos Caminhos
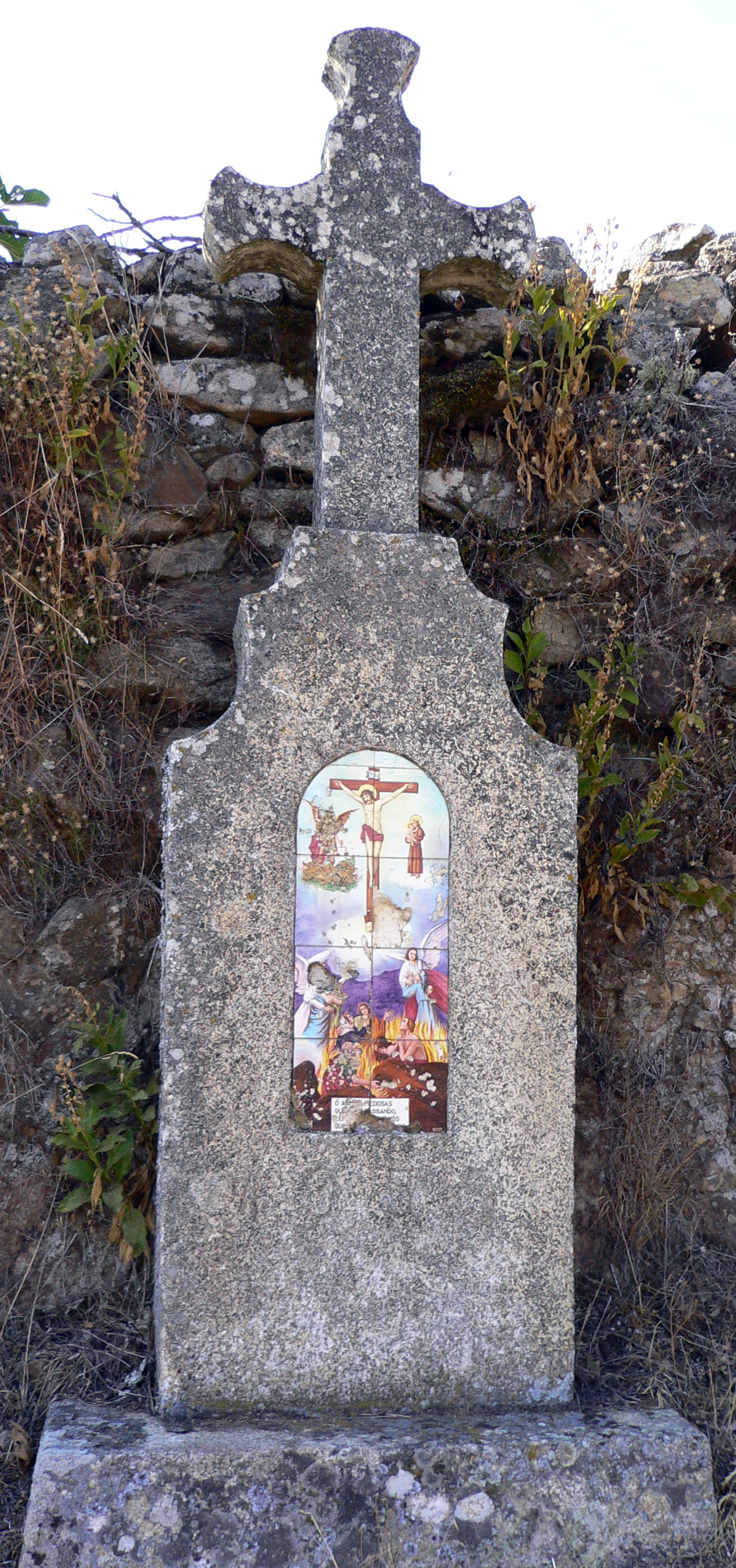
Calvaire
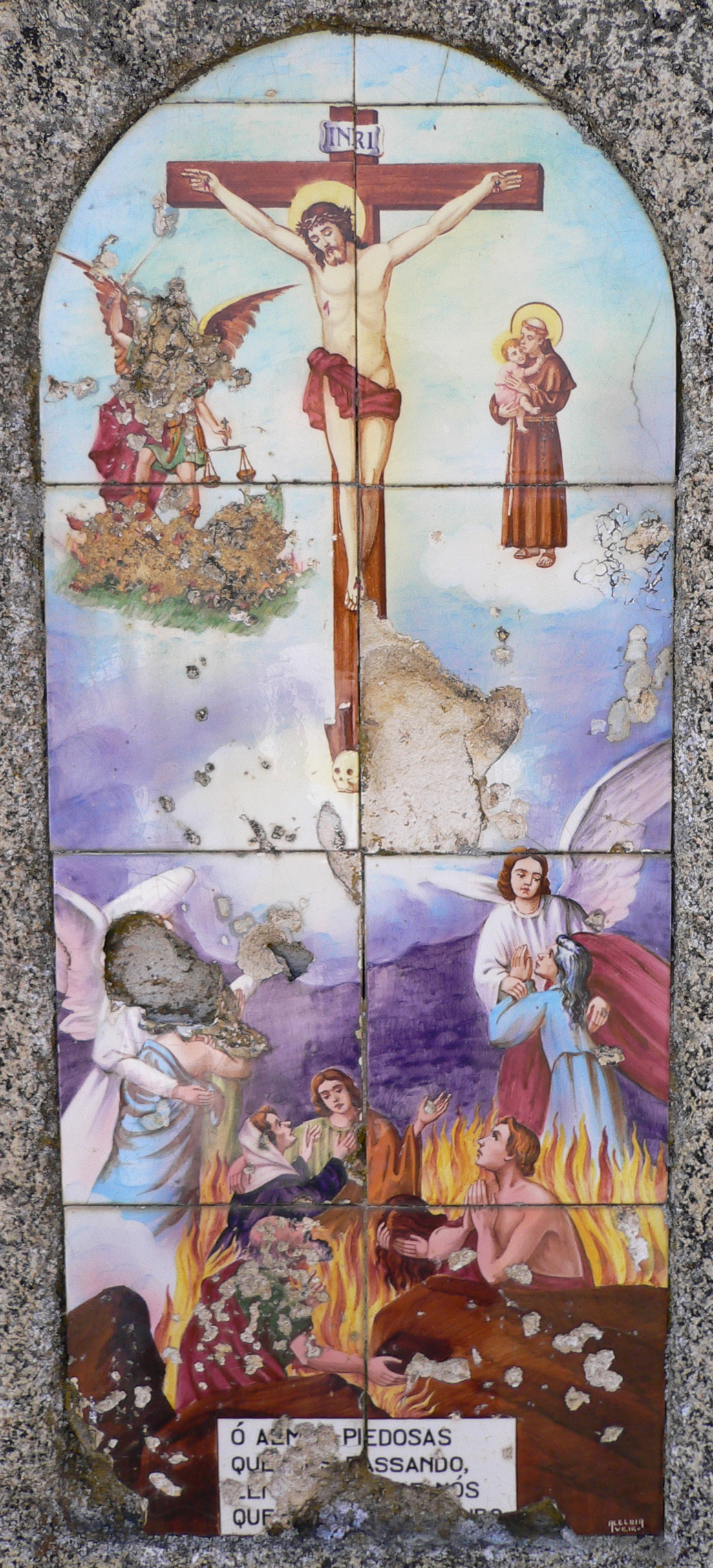
Détail du Calvaire
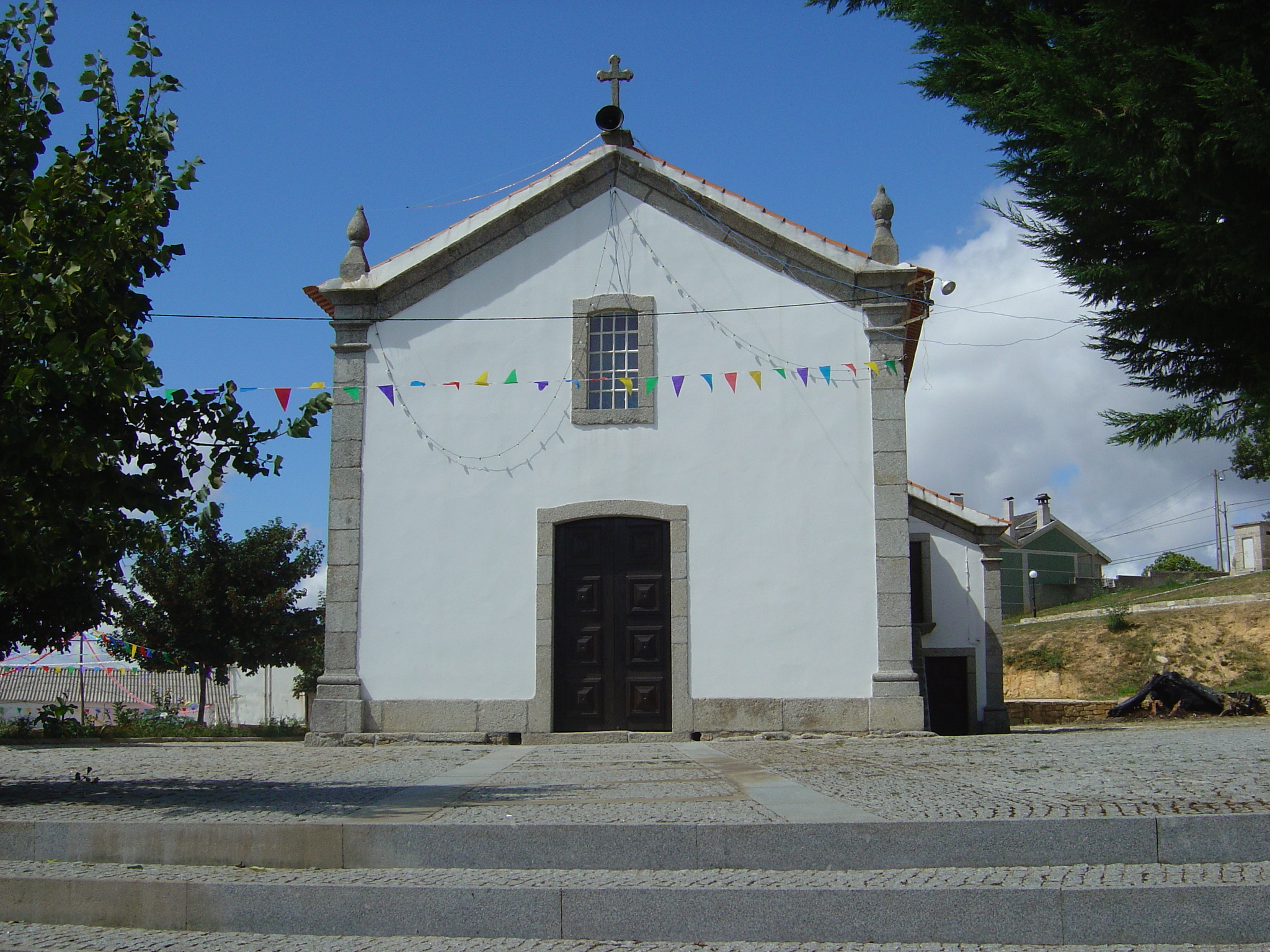
Église
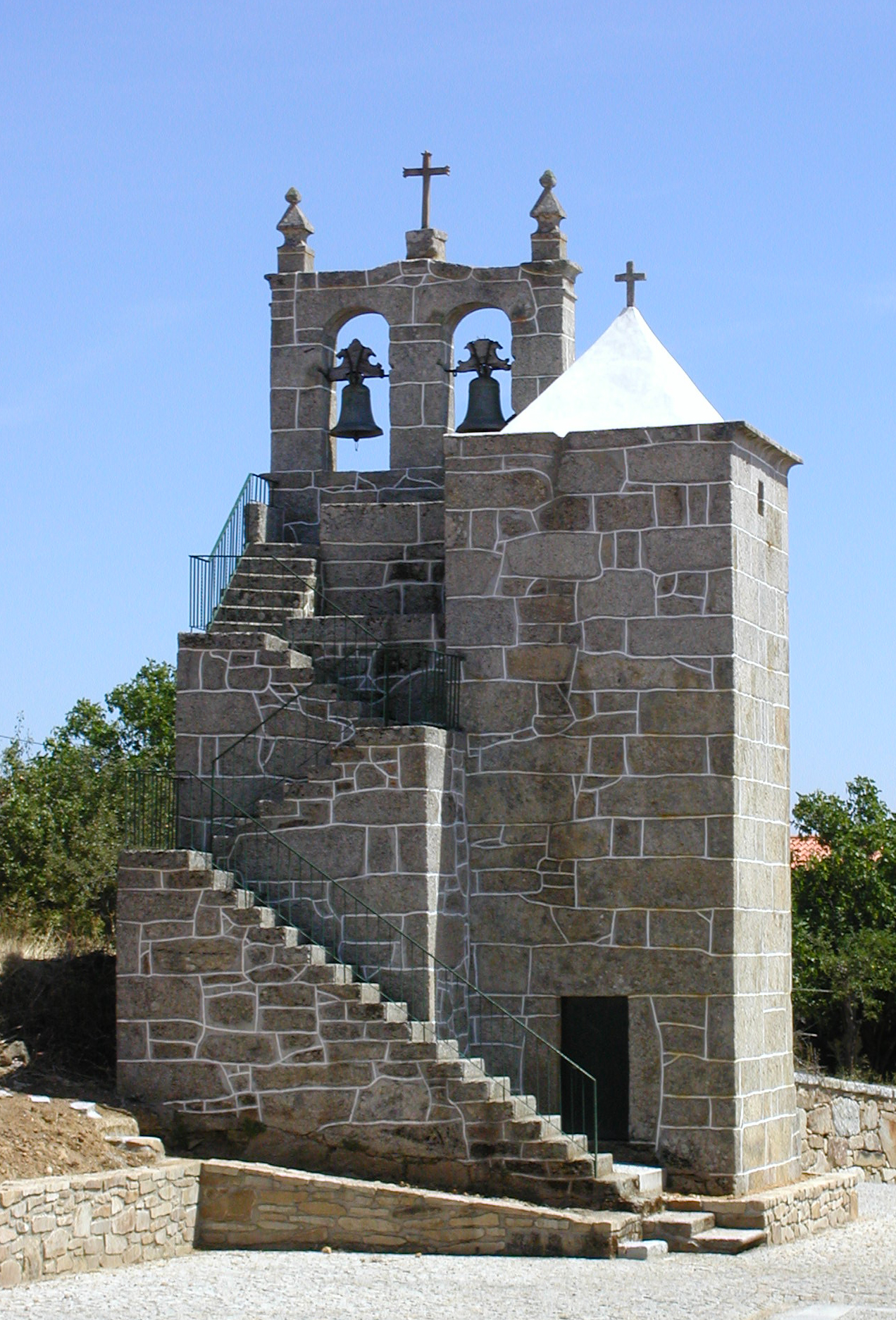
Campanile
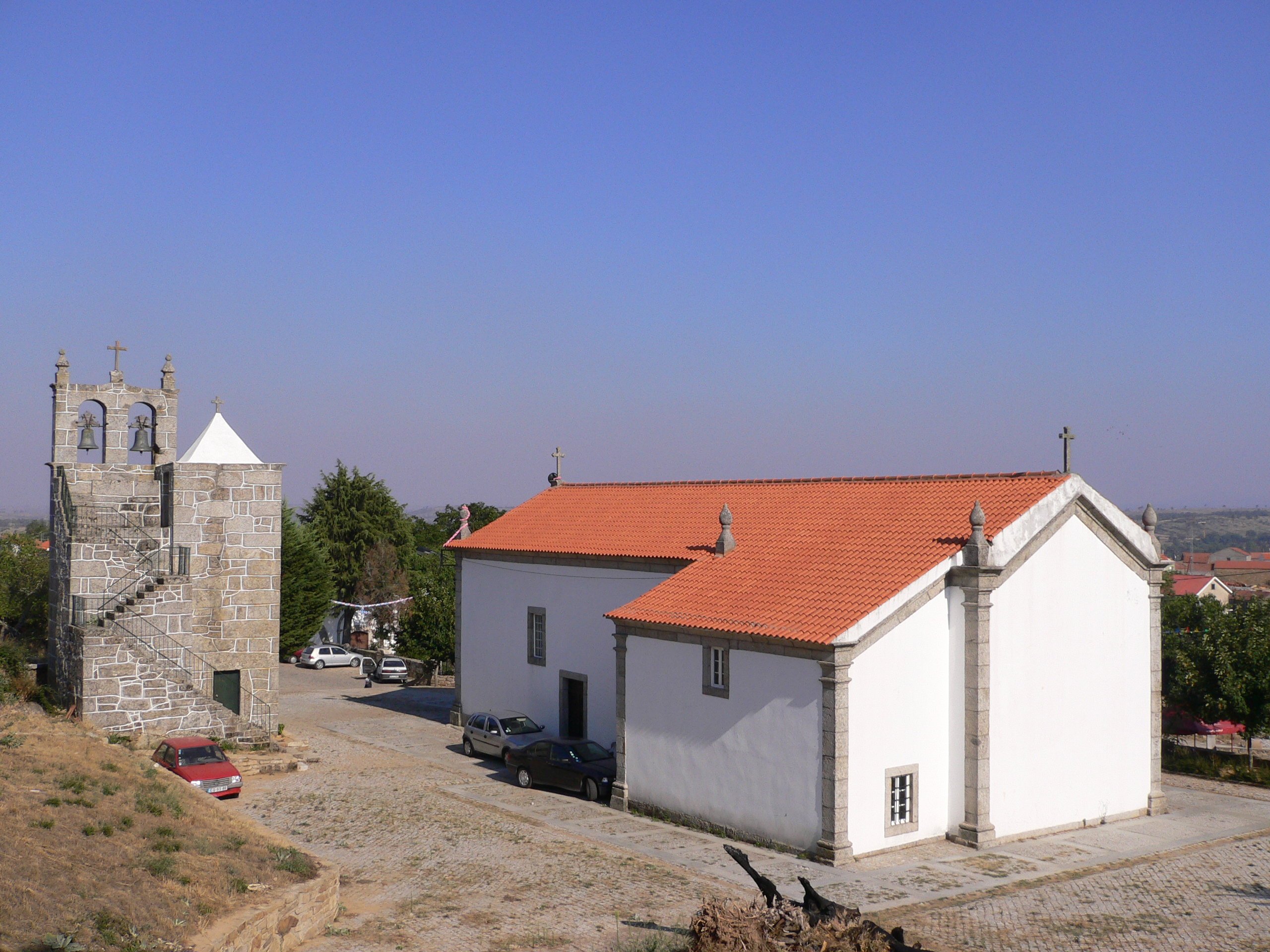
Vue de l'Église& du Campanile
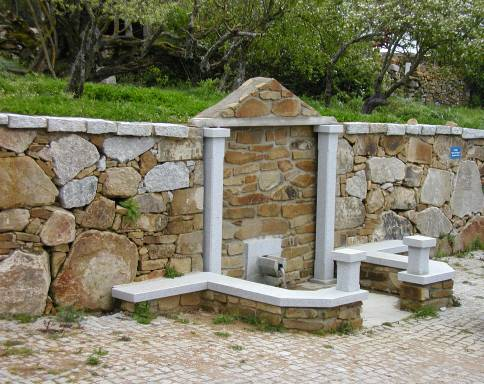
Fontaine
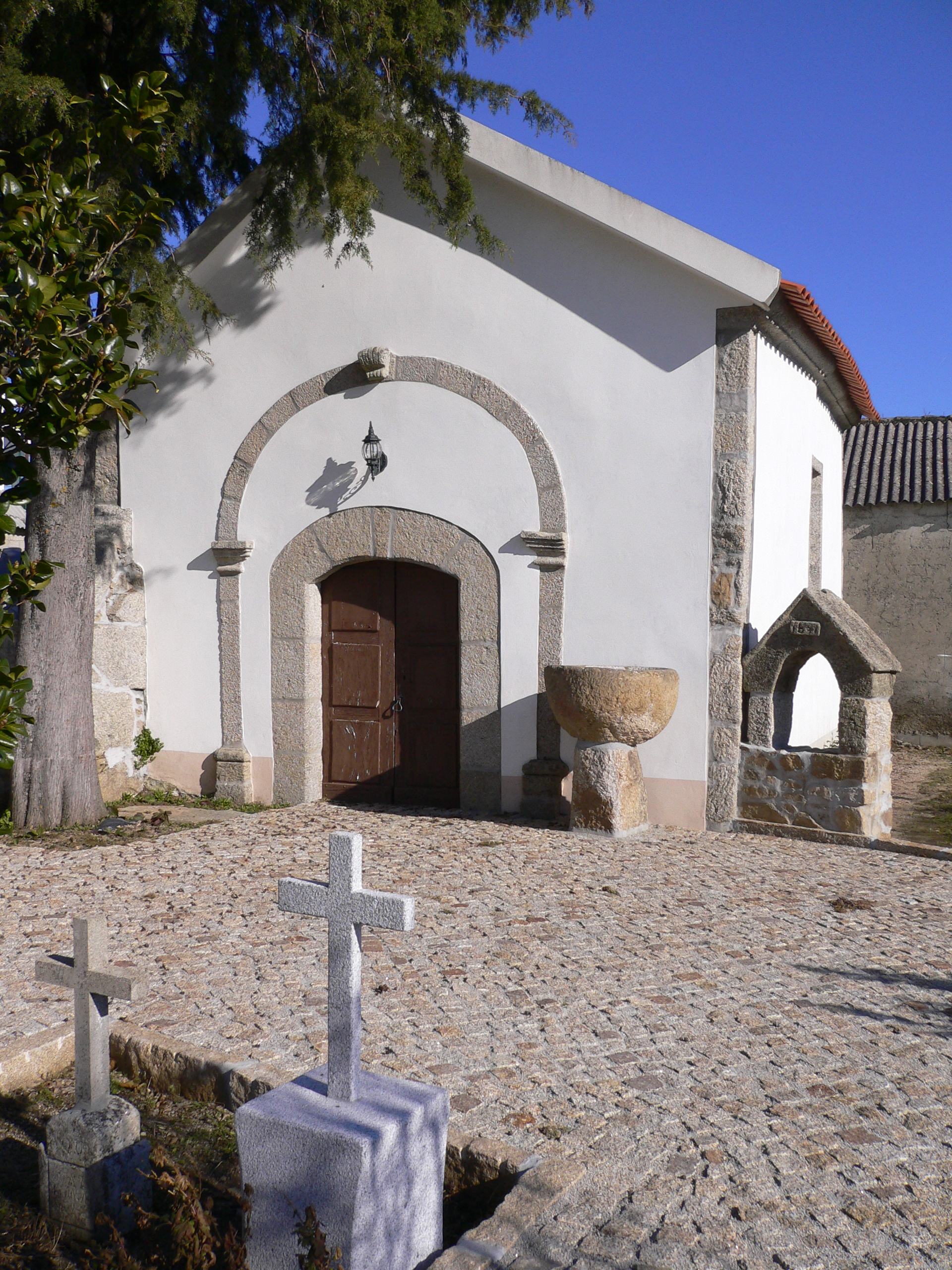
Chapelle
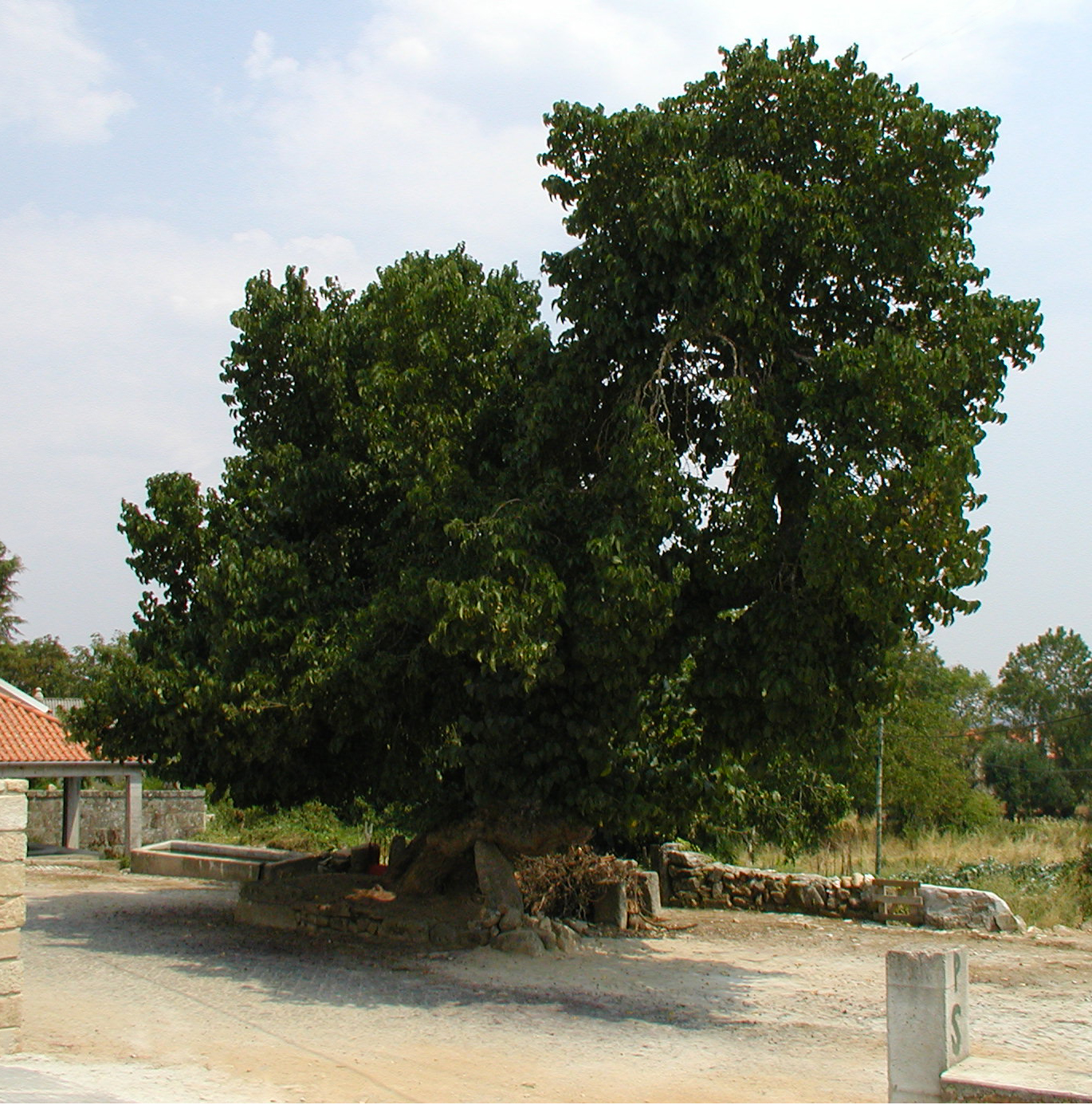
Mûrier
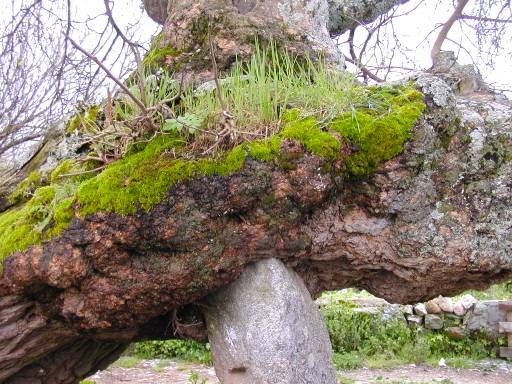
Détail du Mûrier
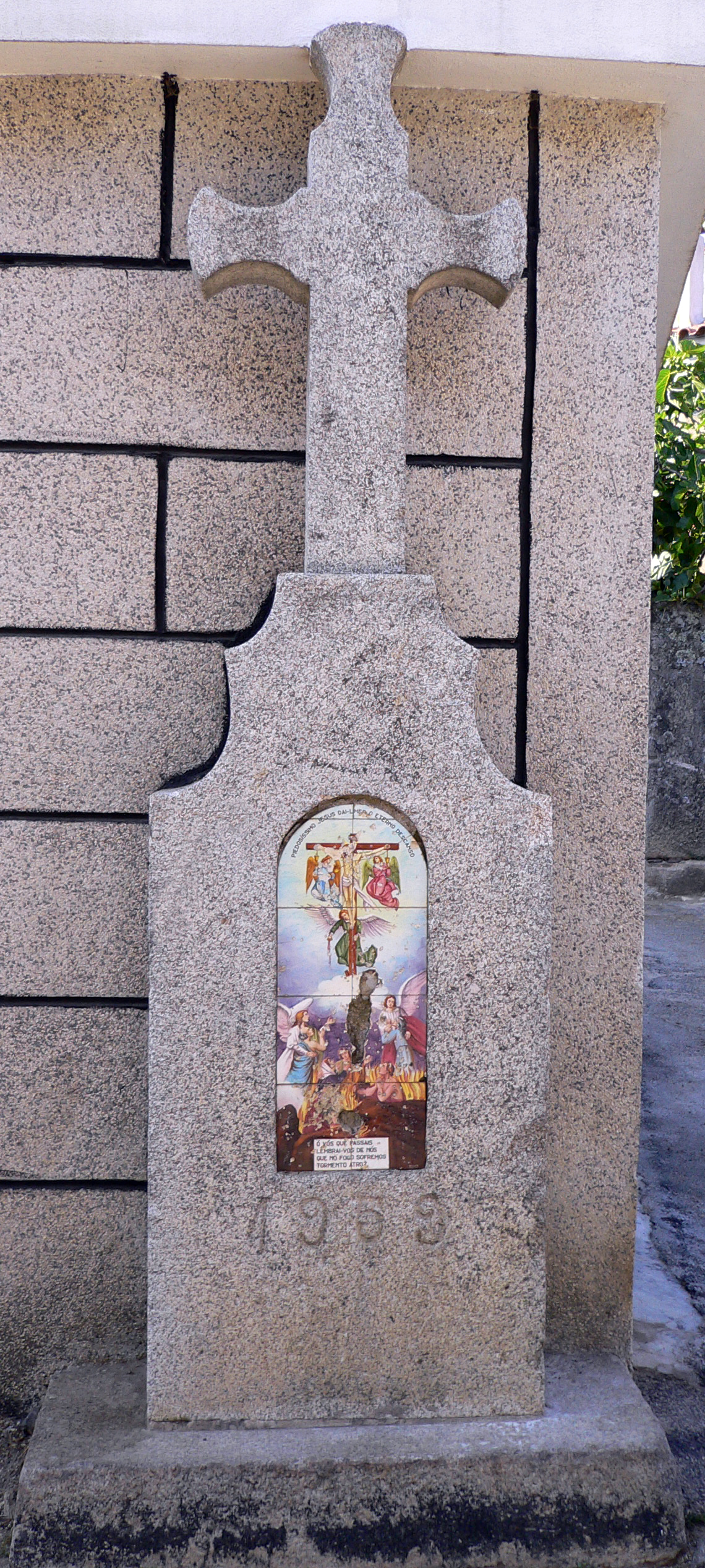
Calvaire